# Índice de Herfindahl
El Índice de Herfindahl o Índice de Herfindahl e Hirschman (IHH) es una medida, empleada en economía, que informa sobre la concentración económica de un mercado. O, inversamente, la medida de falta de competencia en un sistema económico. Un índice alto expresa un mercado muy concentrado y poco competitivo.

## Cálculo y ejemplos
El índice se calcula elevando al cuadrado la cuota de mercado que cada empresa posee y sumando esas cantidades.  El resultado máximo es 10 000, cuando una sola empresa opera en el mercado con una concentración total del mercado (control monopólico); por otro lado, el valor del índice se reduce conforme las cuotas de mercado se distribuyen en forma más equitativa y cuando hay más empresas participantes, por ejemplo, dos empresas con 50% cada una da un índice de 5.000 puntos, mientras que para un caso de 5 empresas, cada una con 20% del mercado, el índice es 2.000, pero si una empresa tiene 40% del mercado y las otras 4 el 15% cada una, el índice sube a 2.500. Un mercado de 10 empresas de participaciones iguales genera un índice de 1.000 y si el número de empresas sube a 20 con 5% del mercado cada una, el índice baja a 500 puntos, pero si una empresa cubre el 25% del mercado, aunque las 19 restantes mantengan cuotas iguales, el índice sube a 921.
El cálculo se puede expresar de la siguiente manera:
Es decir: el índice H es la suma de los cuadrados del porcentaje de mercado de cada una de las n empresas que lo componen.

## Aplicación legal
En el sistema legal de Estados Unidos se considera que índices de entre 1000 y 1500 puntos reflejan una concentración de mercado moderada. Sobre 2500 puntos se considera que en el mercado hay una excesiva concentración. Fusiones y adquisiciones que aumenten el índice por sobre 100 puntos posibilitan en principio una investigación “anti trust” por parte de las autoridades.
En la Unión Europea la preocupación no es tanto -en el caso de adquisiciones o uniones de empresas- el valor absoluto del índice después de la unión propuesta, sino más bien el porcentaje de cambio (delta) que genera la operación desde este punto de vista: “es improbable que la Comisión Europea encuentre problemas de competencia horizontal en una concentración que de lugar a un IHH de entre 1000 y 2000 y a un delta inferior a 250, o en una concentración que arroje un IHH superior a 2000 y un delta inferior a 150, salvo que se den circunstancias especiales...".

## Relación con otros índices económicos
Intuitivamente el IHH se relaciona con el Índice de Lerner.  Este último busca medir el poder (monopolístico) de una empresa a través de la diferencia entre el precio que una empresa carga por sus productos y el costo marginal de producción (en una economía perfectamente competitiva, esas cantidades deberían ser iguales).  Sea P el precio de venta al público o de mercado. MC el costo marginal.
En la práctica, tanto el índice de Lerner como el IHH de y el de la "relación de concentración de n-empresas" son usados en conjunto para estudiar el grado de competitividad de una economía.

## Otras aplicaciones
Una de las aplicaciones del Índice es el cálculo de diversificación de una cartera de inversiones. Esto se puede considerar un uso derivado, el inverso del IHH: Cuanto más alto es el índice, más diversificada está la cartera. (ver, por ejemplo, documentos citados de la U.E.). Desde el punto de vista de los individuos o instituciones propietarios de las carteras, esa es una situación a menudo deseable: a más diversificada una inversión, menor el riesgo de una caída imprevista en el valor total de la misma.
Lo anterior tiene también una aplicación obvia a la “difusión” de un producto en el mercado. A más alto el índice,  mayor la penetración del producto en el mercado, más popular su uso. Desde el punto de vista de las empresas, esta es una situación obviamente deseable. Considérese, por ejemplo, el caso de la Coca-cola.
A partir de 1998, se ha introducido, en mercados financieros, el Índice Fidessa,  que mide la “fragmentación” de un instrumento financiero. A más alto el índice, los más mercados financieros internacionales en los cuales se vende. Un índice de 1 significa que ese instrumento (acción, bono, etc) se vende en una bolsa en concreto. Una vez que el Índice Fidessa llega a 2, implica que el instrumento “no pertenece” a na bolsa específica.
Existe literatura que utiliza este índice para una estimación de la concentración de la propiedad, por lo que el máximo de este índice, tal y como ocurre con el monopolio en el uso estricto, implica un único dueño. Además, existen múltiples estados intermedios de estructura de la propiedad. Por ejemplo, en Latinoamérica, la estructura de mayor abundancia son los controladores.